# Munmorah State Conservation Area

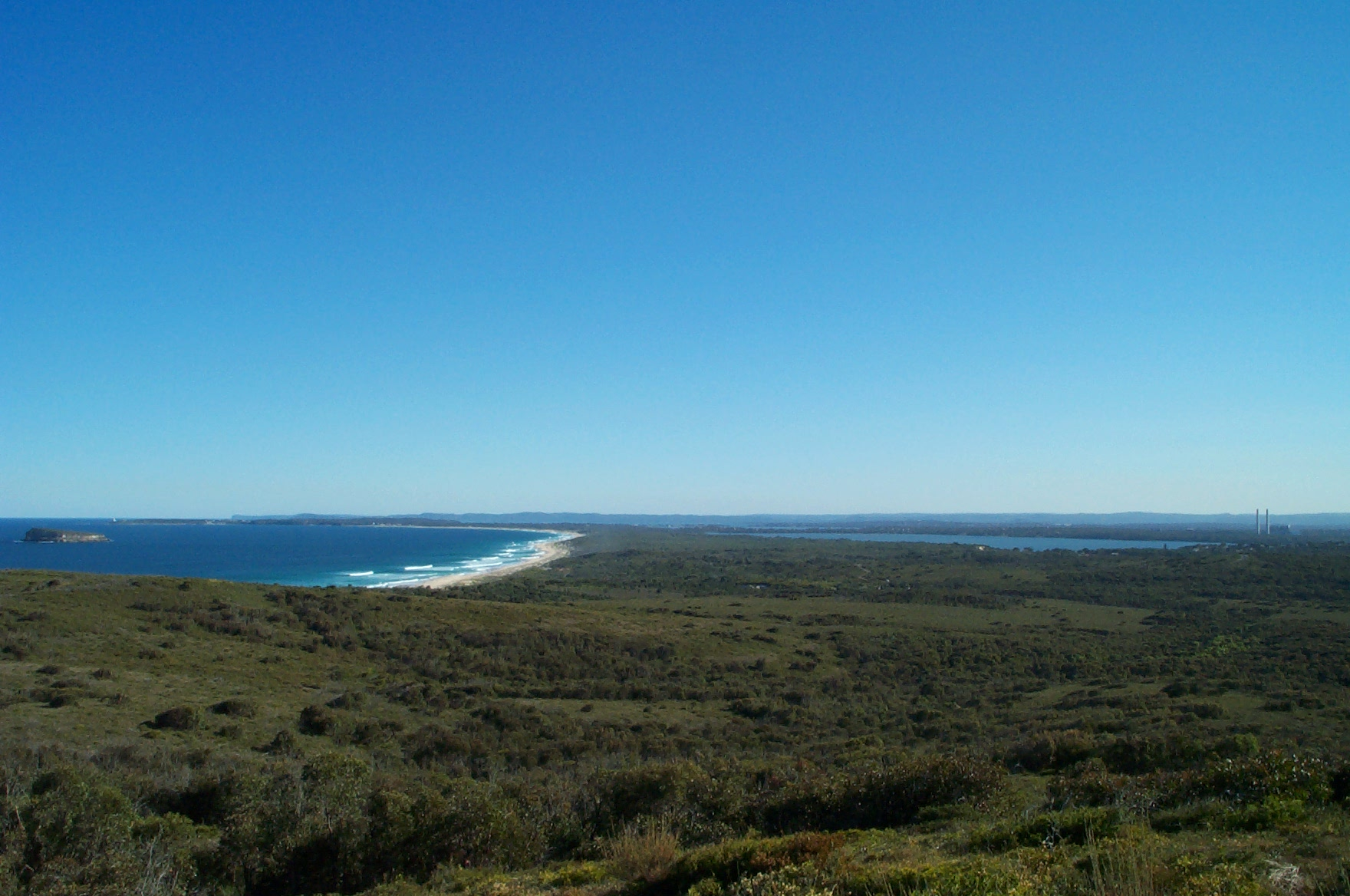
Vue sur la Munmorah State Conservation Area.

La Munmorah State Conservation Area est une réserve naturelle située sur la Central Coast de Nouvelle Galles du Sud, en Australie. Cette réserve côtière présente de beaux panoramas, des dunes de sable, une végétation variée et abrite diverses espèces animales, notamment d'oiseaux migrateurs, protégées. Tous ces éléments ont justifié sa création en 1977. La réserve fait partie de la zone importante pour la conservation des oiseaux de Tuggerah, définie par BirdLife International du fait de la grande variété d'oiseaux de mer et de forêts qu'elle comprend.